# 向日葵 (shela單曲)
《向日葵》（Himawari）是日本女性歌手shela的個人總計第8張單曲。2002年9月19日由avex trax發行。

## 概要
單曲收錄的第1首歌曲「Days」曾被東京電視台電視動畫《棋魂》當作片尾主題曲使用。另外也是《棋魂》所有動畫主題曲中，登上Oricon公信榜前10名的唯一歌曲。

## 收錄歌曲
1. Days [4:27]
  - 作詞：shela，作曲、編曲：原一博（日语：原一博）
  - 東京電視台電視動畫《棋魂》片尾主題曲
2. Crystal Moon [4:46]
  - 作詞：仮谷佳未，作曲、編曲：迫茂樹
3. Precious Moment [4:20]
  - 作詞：shela，作曲：SOTARO@ZZ，編曲：安部潤
4. Days（Instrumental） [4:27]
5. Crystal Moon（Instrumental） [4:46]
6. Precious Moment（Instrumental） [4:15]

## 來源
1. ↑  . avex trax官方網站.   [2017-01-29]. （原始内容存档于2017-12-24） （日语）.